# 케르쳄

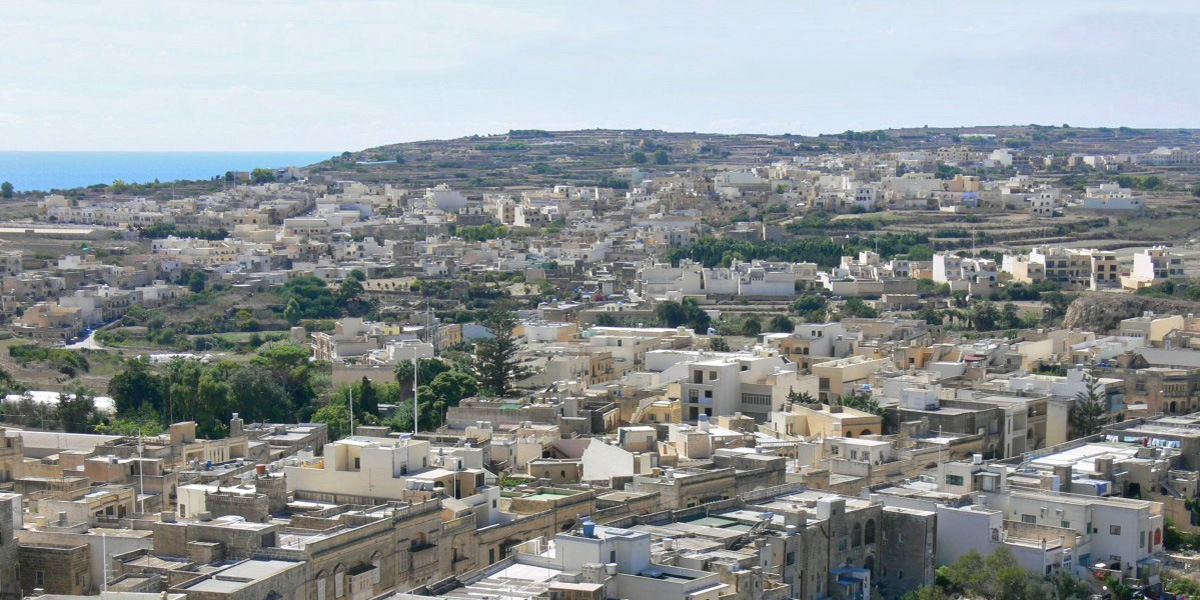
케르쳄

케르쳄의 위치

케르쳄(몰타어: Kerċem)은 몰타 고조섬 남서부에 위치한 도시로 면적은 5.5km2, 인구는 1,905명(2011년 3월 기준), 인구 밀도는 350명/km2이다.

시기
시 문장